# Ceremonia sangrienta
Ceremonia sangrienta (en Italia Le vergini cavalcano la morte e internacionalmente The Legend of Blood Castle) es una película española de género fantástico y terror, dirigida por el cineasta catalán Jorge Grau y estrenada en 1973. Interpretada en sus papeles principales por Lucía Bosé y Espartaco Santoni es considerada una emblemática película del fantaterror español.

## Sinopsis

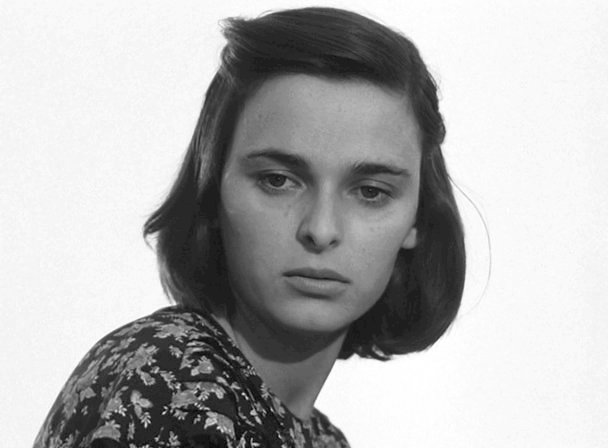
La actriz Lucía Bosé

La historia centra su atención en la vida de la condesa húngara Isabel Báthory, más conocida como «La Condesa sangrienta», quien en su madurez buscó el remedio contra el paso del tiempo y el envejecimiento. Para conseguirlo mató a cientos de jóvenes vírgenes y se bañó en su sangre. El marqués Karl Ziemmer y su esposa, Isabel Bathory, descendiente de la condesa, residen en una comarca en la que se producen una serie de crímenes, cuyas víctimas son siempre jovencitas, y cuya sangre es misteriosamente drenada.

## Reparto
- Lucia Bosè - Condesa Isabel Báthory
- Espartaco Santoni - Marqués Karl Ziemmer
- Ewa Aulin - Marina
- Ana Farra - Nodriza
- Silvano Tranquilli - Médico
- Lola Gaos - Carmilla
- Enrique Vivó - Alcalde
- María Vico - Maria Plojovitz
- Ángel Menéndez - Magistrado
- Adolfo Thous - Juez
- Ismael García Romen - Capitán
- Raquel Ortuño - Irina
- Loreta Tovar - Sandra
- Mari Paz Ballesteros - Criada

## Producción
Actualización del mito de la Condesa Báthory, una aristócrata húngara obsesionada por el paso del tiempo, que ordenó asesinar a 600 jóvenes para bañarse en su sangre y conservar intacta su belleza, Ceremonia sangrienta es un proyecto de encargo que Jorge Grau recibió tras tener algunas disputas en películas previas. 
El proyecto, de coproducción hispano-italiana, surgió al calor de la positiva recepción en taquilla obtenida por La condesa drácula (1971), de la factoría Hammer, aunque el enfoque propuesto por Grau no era tanto una película de terror sino el drama de una mujer desesperada por la pérdida de la juventud. Otros temas como el ansia sexual, la soledad o el confinamiento que deviene en locura son ejes mostrados en la trama. Su rodaje tuvo lugar en el Castillo de Castilnovo, Segovia y en Nuevo Baztán, Madrid.